# Elizabeth Goodridge

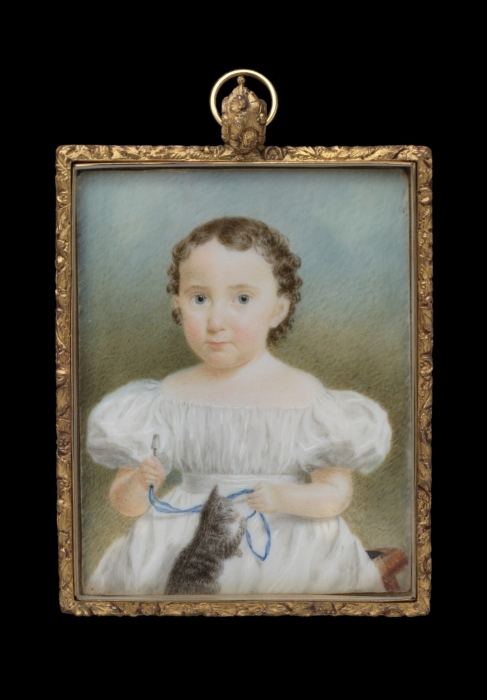
Retrato en miniatura de Julia Porter Dwight de Elizabeth Goodridge, ca. 1832. Galería de arte de la Universidad de Yale

Elizabeth (Eliza) Goodridge (12 de marzo de 1798 - 18 de abril de 1882) fue una pintora estadounidense que se especializó en miniaturas. Era la hermana menor de Sarah Goodridge, también miniaturista estadounidense.

## Biografía
Goodridge nació en Templeton, Massachusetts, siendo la séptima de los hijos (y la cuarta chica) de Ebenezer Goodridge y su esposa Beulah Childs. Las primeras miniaturas de Elizabeth Goodridge datan de finales de la década de 1820 y son similares en estilo al trabajo de su hermana, aunque no tan avanzadas técnicamente. A temprana edad, comenzó a dibujar y mostró aptitudes para el arte. En aquel momento el acceso de las mujeres a la educación era limitado, por lo que era esencialmente una artista autodidacta.
En 1849, a la edad de cincuenta y un años, Goodridge se casó con el coronel Ephraim Stone, propietario de una tienda  y un aserradero en la ciudad de Templeton.

## Carrera profesional
Es probable que Goodridge comenzara su carrera en Boston trabajando con su hermana, pero pasó la mayor parte de su vida en la parte central del estado de Massachusetts. Vivió en Templeton, Massachusetts, e hizo varios viajes prolongados a Worcester en las décadas de 1830 y 1840, tiempo durante el cual vivió y pintó a miembros de la familia Foster.
La colección de retratos de la American Antiquarian Society contiene el mayor número de obras conocidas del trabajo conocido de Eliza Goodridge (12 imágenes). El Museo de Arte de Worcester también alberga varias de las miniaturas de Goodridge.
Entre las miniaturas más conocidas de Goodridge se encuentran Alice Goudry de Wilmington, Massachusetts en el Museo Metropolitano de Arte ; Stephen Salisbury III (1838), una acuarela sobre marfil, en el Museo de Arte de Worcester ; Sophia Dwight Foster Burnside (ca. 1830), en la colección de la American Antiquarian Society; Julia Porter Dwight (ca. 1832), un retrato de la sobrina nieta del presidente de Yale, Timothy Dwight, en la Galería de Arte de la Universidad de Yale, New Haven, CT.
Los paisajes de Goodridge incluyen Vista del monte Holyoke, Massachusetts y el río Connecticut, ca. 1827, y Vista de Round Hill, Northampton, Massachusetts, 1824, en el Museo de Arte de Worcester.